# Reinhard Knöfel
Reinhard Knöfel (* 15. September 1931) ist ein ehemaliger deutscher Fußballspieler, der in der Stadtliga Berlin 240 Spiele absolviert und dabei 129 Tore erzielt hat. Er ist damit mit zwei Toren Vorsprung vor Helmut Faeder der ewige Rekordtorjäger dieser Liga.

## Laufbahn

### Amateurfußball und Anfänge in der Stadtliga, bis 1953
Der junge Offensivspieler mit Trefferqualitäten wurde mit seinem Verein VfL Nord Berlin in der Saison 1950/51 Meister in der Amateurliga Berlin. Damit war der VfL Nord für die Spiele um die deutsche Amateurmeisterschaft qualifiziert und in die Stadtliga aufgestiegen. Der Berliner Amateurmeister scheiterte in der ersten Runde gegen den späteren Titelträger Bremen 1860. Dem sportlichen Niveau der Stadtliga waren Reinhard Knöfel und seine VfL-Mitspieler 1951/52 nicht gewachsen. Mit 6:46 Punkten konnte der Abstieg nicht verhindert werden. Knöfel absolvierte 16 von 22 Spielen in der Stadtliga und erzielte fünf Tore. Nachdem er dem VfL Nord noch ein Jahr die Treue in der Amateurliga gehalten hatte, wechselte er zur Runde 1953/54 zum Spandauer SV.

### Stadtliga Berlin, 1953 bis 1963
Beim Vizemeister der Runde 1952/53 absolvierte Knöfel 19 von 22 Ligaspielen und erzielte sechs Tore. An der Seite der Stürmerkollegen Horst Abraham und Rudolf Lange erlebte er mit 2:8 Punkten einen verunglückten Start und kam so mit dem SSV am Rundenende auf den vierten Rang. Da Trainer Kurt Weinreich die Rot-Weißen vom Stadion an der Neuendorfer Straße im Schlussspurt in Form gebracht hatte, zogen Knöfel und seine Kollegen in das Finale des Berliner Pokals ein. Am 11. April 1954 gewann der SSV vor 20.000 Zuschauern im Poststadion mit 1:0 gegen Tennis Borussia Berlin – Rudolf Deinert, Kurt Manthey, Gerhard Graf, Fritz Wilde – das Endspiel. Der Neuzugang vom VfL Nord spielte dabei auf Halbrechts. 1955 und 1956 wiederholte der sich zum Spielmacher und Torschützen vom Dienst entwickelnde Knöfel die Berliner Pokalerfolge in den Finals gegen Minerva 93 Berlin und SC Tasmania 1900 Berlin. Als Hertha BSC in der Saison 1956/57 erstmals seit 1944 wieder die Berliner Meisterschaft für sich entscheiden konnte, landete Spandau mit zehn Punkten Rückstand auf dem siebten Rang. Reinhard Knöfels persönliche Bilanz in der Torschützenliste war dagegen mit 15 Treffern der gemeinsame zweite Platz mit Helmut Bruckhoff von Tasmania 1900. Helmut Faeder holte sich die Torschützenkrone mit 18 Treffern. Es folgten drei Runden mit dem SSV in der Spitzengruppe, im Spiel um die Meisterschaft. Knöfel prägte diese Jahre mit seinem spielerischen Können und seiner Trefferquote entscheidend mit. Im Jahr der Fußballweltmeisterschaft 1958 in Schweden rangierte Spandau mit 43:22 Toren einen Punkt hinter Meister TeBe, punktgleich mit dem Vizemeister Viktoria 89 Berlin, auf dem dritten Platz. Die Torschützenliste führte Dieter Blümchen mit 19 Toren vor Knöfel mit 18 und Horst Schmutzler mit 16 Treffern an. Spandau mit Spielmacher und Torjäger Knöfel steigerte sich aber noch in der folgenden Runde. Obwohl vor Rundenbeginn nur das Trio Tennis Borussia, Viktoria 89 und Hertha BSC auf den Favoritenschild gehoben wurde, mündete das Meisterschaftsrennen in der erstmals in drei Runden mit 33 Spieltagen ausgetragenen Runde 1958/59 in einem Zweikampf zwischen SC Tasmania 1900 und Spandau. Der Höhepunkt fand am letzten Spieltag, den 25./26. April 1959, statt, als Tabellenführer Tasmania vor 35.000 Zuschauern mit 1:3 bei Hertha BSC verlor und der Spandauer SV seine plötzliche Chance durch eine 2:4-Niederlage bei Wacker 04 verschenkte. Damit holte sich Tasmania mit einem Punkt Vorsprung vor dem SSV die Meisterschaft und zog in die Endrunde um die deutsche Fußballmeisterschaft ein. Die herausragende Spielerpersönlichkeit Reinhard Knöfel eroberte sich mit 23 Treffern die Berliner Torschützenkrone. In dieser Runde wurde er von Bundestrainer Sepp Herberger für das Länderspiel am 19. November 1958 in Berlin gegen Österreich in den Spielerkader berufen, der im Angriff aus Helmut Rahn, Helmut Haller, Uwe Seeler, Rolf Geiger, Helmut Faeder, Helmut Kapitulski und Knöfel bestand. Zum Einsatz kam der Mann vom Spandauer SV aber nicht.
In der Runde danach, 1959/60, wiederholte sich die Dramaturgie. Am vorletzten Spieltag, den 10. April 1960, trafen die mit 40:16 Zählern punktgleichen Spitzenreiter Spandauer SV und Tasmania 1900 in Spandau aufeinander und die Neuköllner setzten sich mit einem 3:0-Erfolg durch. Da konnte auch die abschließende 0:2-Niederlage des alten und neuen Meisters mit 0:2 Toren gegen Hertha BSC nichts mehr ändern, da der SSV auch am Schlusstag nicht über ein 1:1 gegen den Berliner SV 92 hinaus kam und damit wiederum mit einem Punkt Rückstand als Dritter – punktgleich mit Vize Hertha BSC – die Runde beendete. Knöfel absolvierte 27 Spiele und erzielte 17 Tore. Den letzten Einsatz in der Stadtliga verzeichnete der Berliner Rekordtorschütze bei der 3:4-Heimniederlage gegen Hertha BSC am 7. April 1963. In der 88. Minute erzielte er in seinem 240 Spiel den insgesamt 129 Treffer in der höchsten Berliner Liga.

### Laufbahnende
Knöfel, der auch in der Berliner Stadtauswahl 37 Einsätze von 1955 bis 1962 absolviert hatte, beendete 1963/64 mit zwei Spielen in der Regionalliga Berlin im Alter von 32 Jahren seine aktive Spielerlaufbahn.